# سیلاب (آذرشهر)

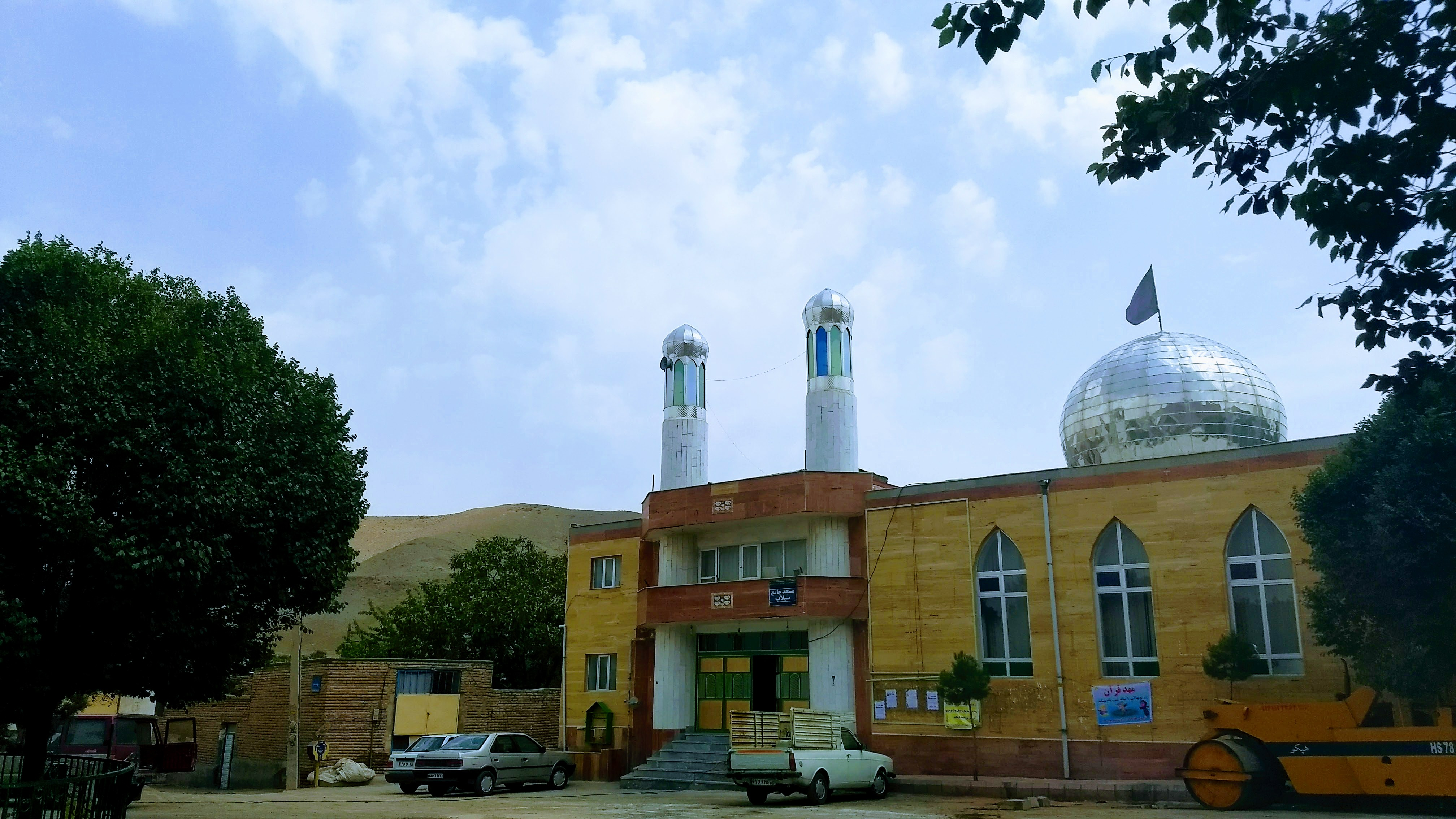
نمایی از مسجدجامع روستای سیلاب در آذرشهر - ۲۰۱۷

سیلاب یکی از روستاهای زیبای استان آذربایجان شرقی است که در دهستان شیرامین
بخش حومه شهرستان آذرشهر واقع شده‌است. این روستا مابین شهرهای آذرشهر و عجب شیر واقع شده‌است. روستای سیلاب بلحاظ قرار گرفتن آن در کوهپایه های دشت بزرگ شرق دریاچه ارومیه، شمال گردنه عجبشیر و قارقابازاری و جنوب گردنه ایشگه سو دارای موقعیت استراتژیک از نظر نظامی نیز می باشد. آثار جنگهای آذربایجانیها با روسها در نزدیک به یکصد سال پیش در حوالی گردنه های مذکور هنوز هم باقی است و بر اساس منابع تاریخی، گؤل باشی در منطقه موسوم به کووشن و قارقابازاری محل اتراق سپاهیان نادرشاه افشار بوده است.
عمده فعالیت مردم این روستا کشاورزی، دامداری و رانندگی خودرو سنگین و نیمه سنگین می‌باشد.
در سالیان اخیر تحصیل کرده‌های این روستا زیاد بوده و علاوه بر مشاغل اصلی روستایی (کشاورزی و دامداری) در مشاغل پزشکی، مهندسی، استادی دانشگاهی، معلمی، مترجمی، تجارت داخلی و خارجی  و … افرادی را به جامعه تحویل داده‌است که در شهرهای مختلف کشور مشغول به کار می‌باشند.
مردم روستا هم در زمان انقلاب ۱۳۵۷ و هم در جنگ ایران و عراق در عرصه حضور داشتند. از شاخصه های مردم روستا، حساسیت به ویژگیهای ملی (ایرانی- ترکی) و وطن پروری، پرکاری و پشتکاری فراوان می باشد. بخش قابل توجهی از مردم این روستا در راستای همین ویژگیها به خارج از روستا مهاجرت کرده و در شهرهای مختلف سکنی گزیده اند. تعداد روستاییانی که خارج از روستا زندگی می کنند حداقل به اندازه یک چهارم جمعیت روستا می باشد که اکثراً در شهرهای آذرشهر، تبریز، تهران، عجبشیر، مراغه، ارومیه و سایر شهرهای ایران و نیز سایر کشورها (آمریکا، کانادا ،اسکاتلند، ترکیه، اسپانیا، آلمان و نروژ) زندگی می کنند.
از محصولات کشاوری روستا می‌توان به گردو، بادام، انگور، گندم و جو اشاره نمود. که انگور
باکیفیت این روستا معروف است. البته در سالهای اخیر با خشک شدن دریاچه ارومیه، وضعیت کشاورزی در روستا نیز با افت شدید مواجه بوده است. بدیهی است خلیج شرقی دریاچه ارومیه که در محل بنام «خنیه دریاسی» نامیده می شود، اولین قسمت دریاچه بود که از حدود سال 1385 خشک شده است. 
این روستا از اطراف با روستاهای الوانق و دهستان شیرامین و خانقاه و چوپان کره هم‌مرز است. تقاطع اتوبان تبریز-میاندوآب (قوشاچای) در محل خروجی روستای سیلاب با عنوان «سیلاب کؤرپوسی» شناخته می شود و اهالی سیلاب در بین روستاهای اطراف به نیکی یاد می شوند.
روستای سیلاب با دریاچه ارومیه حدود ۵ کیلومتر فاصله دارد.
این روستا در دامنه کوه قدم داغی واقع شده که از طرف شرق و غرب در حال گسترش است. از مناطق جغرافیایی این روستا می توان به سئل باسان، بورون قاباغی، گؤی بئل، نارای، جاده یه گئدن، داغا گئدن، آغزی حیط، تولکو بولاغی، شورجاباغی، موسونلو، داش قاباغی، باداملیقلار آلتی، گونئی، داش قاباغی، کؤمه، سولوک باغی، سویودلو، ناخیرآشان، داشلی داغ، قره چی، خوجا کهریز، یوللو، صادق بولاغی، قیزیل قیه، ساغ بولاغی، کوللار، زینال دئملری، آت اؤلن، مرمرلی، جهنم دره سی، چاخماقلی، قرقره داغی، شوردره و ... اشاره کرد. اهالی روستای سیلاب متعلق به طوایف مشتق از ایل بیات و بایندیر ترکان می باشند که در طول صدها سال گذشته در این محل سکونت داشته اند. البته گفته می شود محل فعلی روستا حداکثر دارای قدمت دویست ساله است. نامهای خانوادگی رایج می توان به؛ نجفی، خیری، میرزاخانی، سلیمانی، لطفی، نعمتی، اسدپور، محمدزاده، موسوی، داداشی، اسدی، سلمانی، نصیری، قلی زاده، جلیلی، داغسر، زارعی، زینالی، علیپور، علیزاده، هنرور، پاشانژاد، دلریش، ابراهیمی، مرتضی، رنجبری، احدی پور، رستمی، ژولیده (نیک مرام)، عبدلی، یاری، فلاحی، طالبی، خیرالهی، عزتی، میرزائی، نصیررشید، حسینقلی پور، حنیفی، جمشیدی، فیضی، مقدسی، حسنی، پروین، عزیزی، میرزامحمدی، هاشمی و ... اشاره کرد. جمعیت روستا (ساکن روستا) حدود 600 خانوار و  2300 نفر برآورد می شود.